# Obermorschwihr
Obermorschwihr je občina v departmaju Haut-Rhin francoske regije Alzacija.
Leta 1990 je v občini živelo 354 oseb oz. 223 oseb/km².